# Еллен Томсен
Еллен Маргрете Томсен (дан. Ellen Margrethe Thomsen, нар. 1912, Данія) — данська громадська діячка, учасниця данського Руху опору під час Другої світової війни, яка разом зі своїм чоловіком, Генрі Крістіаном Томсеном, врятувала сотні євреїв, переправляючи їх до Швеції. У 1968 році визнана Яд Вашемом як Праведник народів світу.

## Біографія
Еллен Маргрете мешкала разом із чоловіком та двома малими дітьми в селі Снеккерстен на півночі острова Зеландія, де подружжя володіло готелем. Незважаючи на відповідальність за родину — зокрема за немовля, народжене у 1943 році, — Еллен активно долучилася до підпільної діяльності.

## Діяльність у русі Опору
У співпраці з чоловіком, Еллен допомагала євреям, які переховувалися від нацистського переслідування, організовуючи їхнє тимчасове проживання, забезпечення харчуванням і координацію з рибалками, які здійснювали переправлення до Швеції.
Готель Томсенів став важливим пунктом логістики для підпільної евакуації. Оскільки залишатися там було небезпечно, Еллен забезпечувала розміщення біженців у сусідніх приватних будинках, діючи з великою обачністю та відданістю.
Її діяльність тривала навіть після арешту чоловіка гестапо у 1943 році. Після його звільнення та подальшого повторного арешту, що завершився депортацією Генрі до концтабору Нойєнгамме, Еллен продовжувала підтримувати рух Опору.

## Визнання
29 серпня 1968 року Яд Вашем (Ізраїль) удостоїв Еллен Маргрете Томсен та її чоловіка почесного звання Праведників народів світу за видатний гуманізм та мужність у порятунку євреїв під час Голокосту.

## Спадщина
Історія Еллен Томсен є прикладом самовідданої громадянської відваги. Її діяльність описана в мемуарах учасників Опору, зокрема у книзі «Як ми обдурили гестапо» (англ. How We Fooled the Gestapo) Йоргена Герсфельта.